# 德島縣選舉區
德島縣選舉區，是日本国会参议院中在過去代表德岛县的选区，目前在参议院已經和高知縣的選舉區合併成德島縣及高知縣參議院合同選舉區。

## 選出議員
| 選舉屆數         | 奇数屆                    | 偶数屆                      |
| ---------------- | ------------------------- | --------------------------- |
| 第1屆（1947年）  | 赤澤与仁 （革新共同）     | 岸野牧夫 （無黨籍）         |
| 第1補（1947年）  | 赤澤与仁 （革新共同）     | 紅露美津 （民主党）         |
| 第2屆（1950年）  | 赤澤与仁 （革新共同）     | 紅露美津 （国民民主党）     |
| 第3屆（1953年）  | 三木與吉郎 （無黨籍）     | 紅露美津 （国民民主党）     |
| 第4屆（1956年）  | 三木與吉郎 （無黨籍）     | 紅露美津 （自由民主党）     |
| 第5屆（1959年）  | 三木與吉郎 （自由民主党） | 紅露美津 （自由民主党）     |
| 第6屆（1962年）  | 三木與吉郎 （自由民主党） | 紅露美津 （自由民主党）     |
| 第7屆（1965年）  | 三木與吉郎 （自由民主党） | 紅露美津 （自由民主党）     |
| 第8屆（1968年）  | 三木與吉郎 （自由民主党） | 久次米健太郎 （自由民主党） |
| 第9屆（1971年）  | 小笠公韶 （無黨籍）       | 久次米健太郎 （自由民主党） |
| 第10屆（1974年） | 小笠公韶 （無黨籍）       | 久次米健太郎 （無黨籍）     |
| 第11屆（1977年） | 龜長友義 （自由民主党）   | 久次米健太郎 （無黨籍）     |
| 第12屆（1980年） | 龜長友義 （自由民主党）   | 内藤健 （自由民主党）       |
| 第13屆（1983年） | 龜長友義 （自由民主党）   | 内藤健 （自由民主党）       |
| 第14屆（1986年） | 龜長友義 （自由民主党）   | 松浦孝治 （自由民主党）     |
| 第15屆（1989年） | 乾晴美 （聯合之会）       | 松浦孝治 （自由民主党）     |
| 第16屆（1992年） | 乾晴美 （聯合之会）       | 松浦孝治 （自由民主党）     |
| 第17屆（1995年） | 北岡秀二 （自由民主党）   | 松浦孝治 （自由民主党）     |
| 第18屆（1998年） | 北岡秀二 （自由民主党）   | 高橋紀世子 （無黨籍）       |
| 第19屆（2001年） | 北岡秀二 （自由民主党）   | 高橋紀世子 （無黨籍）       |
| 第20屆（2004年） | 北岡秀二 （自由民主党）   | 小池正勝 （自由民主党）     |
| 第21屆（2007年） | 中谷智司 （民主党）       | 小池正勝 （自由民主党）     |
| 第22屆（2010年） | 中谷智司 （民主党）       | 中西祐介 （自由民主党）     |
| 第23屆（2013年） | 三木亨 （自由民主党）     | 中西祐介 （自由民主党）     |

## 選舉結果

### 2013
当日選民人數：651,117人 　投票率：49.29%（前回比：－8.95%）
| 當選 | 名字     | 年齡 | 党派       | 新舊 | 得票數    | 得票率 |
| ---- | -------- | ---- | ---------- | ---- | --------- | ------ |
| 当   | 三木亨   | 46   | 自由民主党 | 新   | 179,127票 | 57.5%  |
|      | 中谷智司 | 44   | 民主党     | 現   | 90,498票  | 29.1%  |
|      | 上村恭子 | 55   | 日本共産党 | 新   | 29,733票  | 9.5%   |
|      | 小松由佳 | 31   | 幸福實現党 | 新   | 12,037票  | 3.9%   |

### 2010
当日選民：658,828人 　投票率：58.24%（前回比：-0.22ポイント）
| 當選 | 名字       | 年齡 | 党派       | 新舊 | 得票數    | 得票率 |
| ---- | ---------- | ---- | ---------- | ---- | --------- | ------ |
| 当   | 中西祐介   | 31   | 自由民主党 | 新   | 142,763票 | 38.3%  |
|      | 吉田益子   | 50   | 民主党     | 新   | 136,934票 | 36.7%  |
|      | 小池正勝   | 58   | 新党改革   | 現   | 67,803票  | 18.2%  |
|      | 古田元則   | 62   | 日本共産党 | 新   | 17,889票  | 4.8%   |
|      | 竹尾あけみ | 56   | 幸福實現黨 | 新   | 3,785票   | 1.0%   |
|      | 豊川卓     | 79   | 無所属     | 新   | 3,462票   | 0.9%   |

## 相關項目
- 德島縣及高知縣參議院合同選舉區
- 德島縣第1區
- 德島縣第2區
- 德島縣知事列表